# Francisco Núñez Rodríguez
Francisco Núñez Rodríguez (Ferrol, 6 de abril de 1902-Madrid, 23 de enero de 1972), fue un gobernador y alto comisionado español de la Guinea Española.

## Biografía
Nacido en Ferrol, entró en la Marina a pronta edad. En 1922 se casó con María Luisa López Sacone y Ordóñez de Barraicúa.
En 1956 ascendió a almirante y en 1962 fue elegido gobernador colonial de Guinea Ecuatorial. Durante su gobierno, se realizó el hallazgo y posterior traslado del gorila albino Copito de Nieve al Zoo de Barcelona. Asimismo, durante su mandato, se le dio autonomía a la colonia y se progresó en el proceso de descolonización del territorio, como estaba previsto por las Naciones Unidas. Con el proyecto de bases sobre autonomía, en 1965 desapareció el puesto de gobernador y se convirtió en el primer alto comisionado de la colonia.
En 1966 abandonó el cargo y pasó a ejercer como capitán general de Ferrol, cargo que mantuvo hasta 1971, momento en el que volvería a Madrid, donde falleció un año más tarde, en 1972.